# Porohî, Bohorodceanî
Porohî (în ucraineană Пороги) este o comună în raionul Bohorodceanî, regiunea Ivano-Frankivsk, Ucraina, formată numai din satul de reședință.

## Demografie
Componența lingvistică a comunei Porohî
     Ucraineană (99,9%)
     Alte limbi (0,09%)
Conform recensământului din 2001, majoritatea populației comunei Porohî era vorbitoare de ucraineană (99,9%), existând în minoritate și vorbitori de alte limbi.